# Ranah Pantai Cermin
Ranah Pantai Cermin is een bestuurslaag in het regentschap Solok Selatan van de provincie West-Sumatra, Indonesië. Ranah Pantai Cermin telt 1700 inwoners (volkstelling 2010).